# ザ・フレイ
ザ・フレイ（The Fray）とは、2002年に結成されたアメリカ合衆国コロラド州デンバー出身のロックバンド。バンド名の由来は「Fray（口論）」から。
彼らの代表曲とも言える「ハウ・トゥ・セイヴ・ア・ライフ〜こころの処方箋」、「オーヴァー・マイ・ヘッド〜想いのすべてを歌にして」で成功を掴み、現在もアメリカで非常に高い人気を誇っている。なお、同曲は第49回グラミー賞にて「ベスト・ロック・パフォーマンス賞」と「ベスト・ポップ・パフォーマンス賞」にノミネートされた。

## メンバー
現メンバー
- ジョー・キング / Joe King　- リズムギター、ボーカル（2002年 - ）、ベース（2006年 - 、スタジオ録音時）
2014年、女優のキャンディス・アッコラと結婚。
- デイヴ・ウェルシュ / Dave Welsh - リードギター（2003年 - ）、ベース（2006年 - 、スタジオ録音時）
- ベン・ワイソッキー / Ben Wysocki - ドラムス、パーカッション（2003年 - ）

旧メンバー
- カレブ・スレイド / Caleb Slade - ベース（2002年）
- マイク・エアーズ / Mike Ayars - リードギター（2002年 - 2003年）
- ザック・ジョンソン / Zach Johnson - ドラムス（2002年 - 2003年）
- ダン・バッテンハウス / Dan Battenhouse - ベース（2002年 - 2004年）
- ジミー・ストファー / Jimmy Stofer - ベース（2002年 - 2004年）
- アイザック・スレイド / Isaac Slade - ボーカル、ピアノ（2002年 - 2022年）

## バイオグラフィー

### 結成
2002年にアイザックとジョーを中心に結成され、直後にバンド初となるレコーディングアルバム『Movement EP』を、そして一年後の2003年に『Reason EP』をリリースしている。地元でライブを繰り返す内に、「ウェストワード・マガジン」という音楽雑誌で「最優秀新人バンド」を受賞するなど、早い段階で頭角を現していた。その後、ラジオ局でのパワープレイや地元での人気の高さを受け、2004年に大手メジャーレーベルのEpic Recordsと契約を結ぶことに成功する。

### 1stアルバム『How to Save a Life』
1年後の2005年7月に、人気ロックバンド「ウィーザー」のサポートアクトとして全米ツアーを行い、9月には1stアルバム『How to Save a Life』をリリース。このアルバムからの1stシングル『Over My Head (Cable Car)』が全米シングルチャートにて最高8位、またイギリスなどの諸外国でも上位を記録するなど大ヒットを記録。その後の2ndシングル『How to Save a Life』もドラマ『グレイズ・アナトミー 恋の解剖学シーズン2』の主題歌に抜擢されるなど、次第に彼等の人気が上昇し始める。後に、この2曲はいずれも音楽配信サイトで200万ダウンロード以上を記録する大ヒットナンバーとなるのだが、それらの成功も相まって、結果的に1stアルバムは全米で200万枚以上を売り上げダブルプラチナム・ディスクに認定、また全世界で300万枚以上を売り上げるヒット作となった。
また同年9月にはプロモーションの為に来日しており、10日に昭和大学で一風変わった授業形式のアコースティック・ライブが行われた。これはあくまで、授業の一環として行われたものらしく、1時限目は英語の授業でフレイの代表曲の歌詞を勉強。2時限目は、音楽の授業で曲を実際に合唱。そして3時限目に、アコースティックライブという形式になっている。
2006年末、AOL Music選出によるベスト新人の第3位に選出された。

### 2ndアルバム『The Fray』
前作から3年以上を空けた2009年2月、2ndアルバム『The Fray』をリリース。彼ら初となる全米アルバムチャート初登場1位を獲得している。そして、このアルバムからの1stシングル『ユー・ファウンド・ミー（You Found Me）』は、ドラマ『LOST』シーズン5のイメージソングに選ばれたことなどもあって話題を呼び、全米で200万ダウンロード以上を記録した。また、同4月には、6曲入りライブアルバム「The Fray: Live from SoHo」をiTunesでリリースした。12月21日には自身の公式サイトで、クリスマスソングのカバー曲を収録したミニアルバム「The Christmas EP」を無料ダウンロードで提供した。
その後も2ndアルバム『The Fray』の売り上げは伸びていき、結果的にアメリカを含む三か国でゴールド・ディスクを獲得。第52回グラミー賞で「Grammy Award for Best Pop Vocal Album」にノミネートされた。これらの成功を受けて、2009年11月10日にカニエ・ウェストの大ヒット曲「Heartless」のカバー曲や、自身のライブ音源など計8曲をプラスしたデラックスエディションが発売された。
2009年末、この年の iTunes Store（USA）で最もダウンロードされたアルバムの第7位となった。
2010年、アルバム『The Fray』は、グラミー賞の「ベスト・ポップ・ヴォーカル・アルバム」にノミネートされた。

### 3rdアルバム『Scars and Stories』
彼等は、2011年3月から3rdアルバムの作成を開始することを発表。その後の10月11日に、このアルバムからの先行シングル『Heartbeat』をデジタル配信でリリースし、発売開始と同時に5万ダウンロードを記録。全米Billboard Hot 100にて最高42位まで上昇している。
2012年2月7日、3rdアルバム『Scars and Stories』がリリースとなった。前作からおよそ3年ぶりとなる、この作品には、敏腕プロデューサーのブレンダン・オブライエンの元で制作されており、全米Billboard 200にて、発売週に9万枚近くを売り上げ、初登場4位を記録した。

### 5thアルバム
2015年10月8日、5枚目となるアルバムが制作中であると公式Instagramに投稿された。

## ディスコグラフィ

### アルバム
| 年                                        | タイトル           | 詳細                                                                                                  | チャート最高位 | チャート最高位 | チャート最高位 | チャート最高位 | チャート最高位 | チャート最高位 | チャート最高位 | チャート最高位 | チャート最高位 | チャート最高位 | 認定                                                                            |
| 年                                        | タイトル           | 詳細                                                                                                  | US             | AUS            | CAN            | GER            | IRL            | JPN            | NLD            | NZ             | SWI            | UK             | 認定                                                                            |
| ----------------------------------------- | ------------------ | --- | -------------- | -------------- | -------------- | -------------- | -------------- | -------------- | -------------- | -------------- | -------------- | -------------- | ------------------------------------------------------------------------------- |
| 2005                                      | How to Save a Life | - 発売日: 2005年9月13日 - レーベル: Epic - フォーマット: CD, LP, digital download - 全米売上: 237万枚 | 14             | 1              | 9              | 56             | 4              | 56             | 50             | 2              | 57             | 4              | - US: 2× プラチナ - AUS: プラチナ - CAN: プラチナ - NZ: プラチナ - UK: プラチナ |
| 2009                                      | The Fray           | - 発売日: 2009年2月3日 - レーベル: Epic - フォーマット: CD, LP, digital download - 全米売上: 89.7万枚 | 1              | 3              | 2              | 46             | 13             | 69             | 54             | 19             | 47             | 8              | - US: プラチナ - AUS: ゴールド - CAN: ゴールド - UK: シルバー                   |
| 2012                                      | Scars & Stories    | - 発売日: 2012年2月7日 - レーベル: Epic - フォーマット: CD, LP, digital download - 全米売上: 8.7万枚  | 4              | 18             | 6              | 45             | 41             | 85             | 68             | 39             | 32             | 44             |                                                                                 |
| 2014                                      | Helios             | - 発売日: 2014年2月25日 - レーベル: Epic - フォーマット: CD, LP, digital download                     | 8              | 21             | 11             | 43             | —              | 126            | —              | —              | 48             | 51             |                                                                                 |
| "—"は未発売またはチャート圏外を意味する。 |                    | |                |                |                |                |                |                |                |                |                |                |                                                                                 |

### EP
| 年   | タイトル              | 詳細                                                                          |
| ---- | --------------------- | ----------------------------------------------------------------------------- |
| 2002 | Movement EP           | - レーベル: (自主制作) - フォーマット: CD                                     |
| 2003 | Reason EP             | - レーベル: (自主制作) - フォーマット: CD                                     |
| 2009 | iTunes Live from Soho | - 発売日: 2009年4月7日 (US) - レーベル: Sony - フォーマット: Digital download |
| 2009 | Christmas EP          | - 発売日: 2009年12月21日 (US) - フォーマット: Digital download                |
| 2012 | Covers                | - 発売日: 2012年8月7日 (US) - フォーマット: Digital download, LP              |

### シングル
| 年                                       | タイトル                                                                    | チャート最高位 | チャート最高位 | チャート最高位 | チャート最高位 | チャート最高位 | チャート最高位 | チャート最高位 | 収録アルバム                        |
| 年                                       | タイトル                                                                    | US Hot 100     | US Pop Songs   | US Modern Rock | US Mainstream  | AUS            | CAN            | UK             | 収録アルバム                        |
| ---------------------------------------- | --------------------------------------------------------------------------- | -------------- | -------------- | -------------- | -------------- | -------------- | -------------- | -------------- | ----------------------------------- |
| 2006                                     | オーヴァー・マイ・ヘッド〜想いのすべてを歌にして "Over My Head (Cable Car)" | 8              | 5              | 37             | 5              | 22             | —              | 19             | How to Save a Life                  |
| 2006                                     | ハウ・トゥ・セイヴ・ア・ライフ〜こころの処方箋 "How to Save a Life"         | 3              | 3              | 31             | 3              | 2              | 17             | 4              | How to Save a Life                  |
| 2007                                     | ルック・アフター・ユー "Look After You"                                     | 59             | 31             | —              | 31             | —              | —              | —              | How to Save a Life                  |
| 2007                                     | オール・アット・ワンス "All at Once"                                        | —              | —              | —              | 20             | —              | —              | 175            | How to Save a Life                  |
| 2008                                     | ユー・ファウンド・ミー "You Found Me"                                       | 7              | 6              | —              | 16             | 1              | 12             | 35             | The Fray                            |
| 2009                                     | ネヴァー・セイ・ネヴァー "Never Say Never"                                  | 32             | 13             | —              | —              | 38             | 51             | 87             | The Fray                            |
| 2009                                     | ハートレス "Heartless"                                                      | 79             | —              | —              | —              | —              | —              | —              | The Fray (デラックス・エディション) |
| 2010                                     | シンディケイト "Syndicate"                                                  | 109            | 40             | —              | —              | —              | —              | —              | The Fray                            |
| 2012                                     | ハートビート "Heartbeat"                                                    | 42             | 22             | —              | —              | 66             | 63             | —              | Scars and Stories                   |
| 2012                                     | ラン・フォー・ユア・ライフ "Run for Your Life"                              | —              | —              | —              | —              | 39             | —              | —              | Scars and Stories                   |
| 2013                                     | ラヴ・ドント・ダイ "Love Don't Die"                                         | 60             | —              | —              | —              | 44             | 65             | —              | Helios                              |
| 2014                                     | ブレイク・ユア・プランズ "Break Your Plans"                                 | —              | —              | —              | —              | —              | —              | —              | Helios                              |
| "—" はチャートに入らなかったことを表す。 |                                                                             |                |                |                |                |                |                |                |                                     |